# Pontische azalea
De Pontische azalea (Rhododendron luteum, synoniem: Azalea pontica), in het Nederlands ook wel 'bosazalea' en 'geelbloeiende tuinazalea' genoemd, is een plant uit de heidefamilie (Ericaceae). De soort werd in 1753 door Carl Linnaeus benoemd als Azalea pontica, en in 1830 door Robert Sweet als Rhododendron luteum.  De soortaanduiding luteum betekent geel en verwijst naar de kleur van de bloemen. De Pontische azalea moet niet worden verward met de Pontische rododendron (Rhododendron ponticum).
In Europa loopt het verspreidingsgebied van Zuid-Polen en Oostenrijk via de Balkan oostwaarts tot Zuid-Rusland en tot in de Kaukasus en Azië.
Het is een bladverliezende, 3-4 m hoge struik. De 5-10 cm × 2-4 cm grote bladeren zijn lichtgroen en enigszins kleverig, evenals de knoppen en loten. De 3-4 cm grote, gele bloemen verschijnen nog voordat de bladeren aan de plant komen in de lente. Ze zijn sterk geurend. In de bloem zitten vijf meeldraden. De sterk geurende bloemen groeien in trossen van vijf tot vijfentwintig stuks.
De vrucht is een doosvrucht van 1,5-2,5 cm lang.
De plant breidt zich uit door middel van uitlopers en verspreidt zich tevens door middel van zaad.
Ondanks de zoete geur van de bloemen is de nectar giftig. Deze bevat grayanotoxine. Reeds in het Oude Griekenland waren in de 4e eeuw v.Chr. vergiftigingsgevallen door het eten van honing bekend.